# Taisuke Fujigaya
Taisuke Fujigaya (藤ヶ谷太輔?, Fujigaya Taisuke; Kanagawa, 25 giugno 1987) è un cantante e attore giapponese, soprannominato Taipi.

## Biografia
Inizia la sua carriera nel 1999 come idol e tarento lavorando sotto l'etichetta Johnny & Associates, assieme a Jin Akanishi e Kazuya Kamenashi; è anche uno dei membri del gruppo J-pop Kis-My-Ft2, coi quali ha debuttato nel 2004 in qualità di Johnny's Jr.. È laureato in economia.
Ha partecipato a vari dorama, prima in qualità di personaggio di supporto, poi come protagonista; si è distinto soprattutto nei ruoli svolti nella versione giapponese Ikemen desu ne, tratta dal drama coreano Minam-isine-yo, e poi nel dorama scolastico Risō no musuko assieme a Ryōsuke Yamada e in Beginners! del 2012, una commedia poliziesca.

## Filmografia parziale

### Dorama
- Shimokita Sundays (TV Asahi, 2006)
- Byakkotai (film) - Itou Matahachi (TV Asahi, 2007)
- Misaki Number One! (NTV, 2011)
- Ikemen desu ne (TBS, 2011)
- Risō no musuko (NTV, 2012)
- Beginners! (TBS, 2012)
- Priceless (serie televisiva) (PRICELESS〜あるわけねぇだろ、んなもん!〜) (Fuji TV, 2012)
- Kamen Teacher (仮面ティーチャー) (NTV, 2013)
- Nobunaga Concerto (信長協奏曲) (Fuji TV, 2014)
- MARS~Tada, Kimi wo Aishiteru (MARS～ただ、君を愛してる) (NTV, 2016)